# Rachel Bespaloff
Rachel Bespaloff (Nova Zagora, 14 maggio 1895 – South Hadley, 6 aprile 1949) è stata una filosofa francese, figlia di due ebrei ucraini.

## Biografia
Appartiene a una famiglia ebraica originaria dell'Ucraina: il padre, Daniel Pasmanik, è un medico con profondi interessi culturali e sostenitore del sionismo; la madre, Debora Perlmutter, ha una formazione di ambito filosofico. In cerca di un ambiente più tollerante, la famiglia si trasferisce presto dalla Bulgaria in Svizzera. A Ginevra Rachel cresce, compiendo fin da bambina studi musicali, diplomandosi in pianoforte e composizione al Conservatorio della città nel 1914; l'anno successivo insegna letteratura francese in un liceo. Nel 1919 si trasferisce a Parigi per occupare la cattedra di musica ed euritmica all'Opéra. Qui incontra nel 1922 Shraga Nissim Bespaloff, uomo d'affari socio del padre, che sposa e da cui ha la figlia Naomi (detta Miette). Nel 1925, dopo aver incontrato nella capitale francese il filosofo di ispirazione esistenzialista Lev Šestov, Rachel inizia a interessarsi di filosofia, frequentando e diventando amica di pensatori liberali del calibro di Daniel Halevy, Gabriel Marcel, Jacques Schiffrin, Jean Wahl, tra gli altri. Scriverà saggi e articoli, sempre pubblicati su riviste filosofiche, confrontandosi sul pensiero di Heidegger, Kierkegaard, Sestov, Malraux e Camus.
Nel 1930 i coniugi Bespaloff si trasferiscono in provincia a Villa San Madonna in Saint-Raphaël, un ambiente dove Rachel non si trova a proprio agio, rimpiangendo le frequentazioni e la vivacità culturale di Parigi, a quel tempo rifugio prediletto per quell'elite di esuli fuggiti dall'ex Impero russo. Rachel vive come una condanna l'allontanamento dallo stimolante milieu parigino, causa di sconforto e solitudine. Iniziano i sintomi del suo "male di vivere": durante il 1938 trascorre un periodo in una clinica svizzera, a Montana, per ristabilirsi dai propri disturbi. Poi, altri due traslochi: prima in una località presso Tolone e successivamente a Hyères. Per sfuggire ai pericoli di incolumità nella Francia di Pétain, dove vigono le leggi razziali, nell'estate del 1941 lei e la famiglia abbandonano il paese trasferendosi negli USA. Qui lavora inizialmente alla trasmissione radiofonica La Voix de l'Amerique. 
Negli Stati Uniti Rachel non riesce a radicarsi, ma porta a termine un importante saggio sull'Iliade, interpretando il poema omerico alla luce dei drammatici avvenimenti contemporanei. Nel 1943, su raccomandazione dell'amico Jean Wahl, Rachel insegna letteratura francese al College universitario di Mount Holyoke, ma la rendono infelice la "superficialità" della società americana e penosi dissapori all'interno della sua stessa famiglia. Le difficoltà economiche sono persistenti, a cui si aggiungono le preoccupazioni per le tensioni col marito, gravemente malato di cuore (morirà), e la madre, anziana e invalida. Stimata da colleghi e allievi, Bespaloff si sente comunque un'esiliata, rimpiangendo Parigi e i vecchi amici.
Muore suicida nel 1949, lasciandosi morire soffocata dal gas in casa sua. Lascia un messaggio: «non cercate altre ragioni per il mio suicidio che la mia estrema stanchezza».

## Opere
- (FR) Cheminements et Carrefours, Collection Essais d'art et de philosophie, Paris, Vrin, 1938 - pref. Monique Jotrin, Librairie philosophique, J. Vrin, 2004, ISBN 2-7116-1716-5. [contiene 5 saggi su Julien Green, André Malraux, Gabriel Marcel, Kierkegaard, Lev Šestov]
- (FR) De l'Iliade, Préface de Jean Whal, New York, Brentano's Inc., 1943 - repris par Ed. Allia, Paris, 2004, ISBN 978-28-448-5161-1.
- (FR) Lettres à Jean Wahl 1937-1947 "Sur le fond le plus déchiqueté de l'histoire", Paris, Edition Claire Paulhan, 2003, ISBN 2-912222-19-2.

### Edizioni italiane
- Dell'Iliade, traduzione di A. Paris, A. Rizzi, Collana I guardiani dell'aurora n.7, Città Aperta, 2004, ISBN 978-88-8137-157-0.
- Su Heidegger, postfazione e cura di Laura Sanò, Collana Incipit n.47, Torino, Bollati Boringhieri, 2010, ISBN 978-88-339-2103-7.
- Iliade, traduzione di Valerio Bernacchi, prefazione di Jean Wahl, Collana Etcetera, Roma, Castelvecchi, 2012, ISBN 978-88-7615-802-5.
- Dell'Iliade, traduzione di Simona Mambrini, nota di Jean Wahl, Collana Piccola Biblioteca n.729, Milano, Adelphi, 2018, ISBN 978-88-459-3323-3.
- Su Camus. Il mondo del condannato a morte, traduzione di Delia Fergnani, Milano, Farina Editore, 2019, ISBN 978-88-32265-02-6.
- L'istante e la libertà, traduzione di e cura di Laura Sanò, Collana Gli struzzi. Nuova serie n.4, Torino, Einaudi, 2021, ISBN 978-88-062-5014-0.
- Olivier Salazar-Ferrer (a cura di), La verità che noi siamo. Lettere a Lev Šestov e Benjamin Fondane, traduzione di Luca Orlandini, Milano, De Piante Editore, 2022, ISBN 979-1280362407.
- L'eternità nell'istante. Opere, volume primo. Gli anni francesi (1932 - 1942), a cura di Cristina Guarneri e Laura Sanò, prefazione di Monique Jutrin, Roma, Castelvecchi, ISBN 978-88-3290-820-6